# Капитан Америка в кино
Американский супергерой комиксов издательства Marvel Comics Капита́н Аме́рика (англ. Captain America) фигурировал во многих фильмах и сериалах с момента своего создания в 1940-х годах. В 1944 году компания Republic Pictures выпустила киносериал «Капитан Америка», который стал первым проектом о супергерое. В 1979 году на американском телеканале «Си-би-эс» вышли два телефильма: «Капитан Америка» и «Капитан Америка 2». Полнометражный фильм «Капитан Америка» режиссёра Альберта Пьюна изначально должен был выйти в широкий прокат в 1990 году, однако удостоился лишь короткой премьеры в Великобритании, после чего был выпущен в США в качестве direct-to-video.
Кинокомпания Marvel начала производить фильмы о супергероях в 2005 году, положив начало медиафраншизе под названием «Кинематографическая вселенная Marvel» (КВМ). В 2010 году был снят фильм «Первый мститель» по сценарию Кристофера Маркуса и Стивена Макфили с Крисом Эвансом в главной роли. Эта картина положила начало трилогии о Стиве Роджерсе / Капитане Америка; следующими фильмами стали «Первый мститель: Другая война» (2014) и «Первый мститель: Противостояние» (2016). Персонаж также неоднократно появлялся в серии фильмов о команде «Мстители», которая также входит в КВМ, начиная с фильма «Мстители» (2012). Четвёртый фильм, «Капитан Америка: Новый мир», с Энтони Маки в роли Капитана Америки, вышел в прокат в феврале 2025 года.
Картины о Капитане до КВМ часто сталкивались с проблемами в производстве и реакцией аудитории, однако кинокомиксы с участием Капитана в КВМ пользовались успехом у зрителей и критиков. Их общий мировой доход составил более 2,2 млрд долларов США, в то время как картина «Первый мститель: Противостояние» стала самым кассовым фильмом 2016 года. В 2014 году «Другая война» была номинирована на премию «Оскар» в категории «Лучшие визуальные эффекты».

## Ранние проекты о Капитане Америка

### Киносериал (1944)
В 1944 году компания Republic Pictures выпустила пятнадцатисерийный фильм о Капитане Америка с Диком Перселлом в главной роли. Фильм был основан на комиксах, изданных предшественником Marvel Comics — компанией Timely Comics, и является первым проектом о персонаже комиксов. Киносериал значительно отличается от изначальных комиксов: главным персонажем является не рядовой армии США Стив Роджерс, а окружной прокурор Грант Гарднер; история происхождения персонажа и нацисты, с которыми Капитан бился в комиксах, были опущены, а сам Капитан в сериях использует пистолет, а не свой легендарный щит. Компания Timely Comics не принимала существенного участия в создании фильма и возражала против того, как компания Republic Pictures обращается с персонажем. Бюджет фильма составил $ 222 906, что сделало его самым дорогим и последним супергеройским киносериалом, когда-либо созданным Republic Pictures. В 1953 году он был перевыпущен под названием «Возвращение Капитана Америки» (англ. Return of Captain America).

### Фильмы, созданные «Си-би-эс»
В 1979 году на американском телеканале «Си-би-эс» были показаны два телевизионных фильма о Капитане Америка с участием Рэба Брауна в роли Стива Роджерса. Первый, под названием «Капитан Америка», был снят режиссёром Родом Холкомбом. Действие фильма происходит в конце 1970-х годов. Роджерс получает сверхчеловеческие способности и становится супергероем в костюме Капитана Америки, который ранее использовал его отец во время Второй мировой войны. Его сиквел, «Капитан Америка 2», срежиссированный Иваном Наги, рассказывает о спасении Роджерсом учёного, которого террорист (сыгранный Кристофером Ли) заставил создать формулу, вызывающую быстрое старение. Обе картины были сняты в рамках партнёрства между Marvel и «Си-би-эс» по адаптации комиксов Narvel для телевидения, в ходе которой также были созданы сериалы «Невероятный Халк» (1977—1982), «Удивительный Человек-паук» (1977—1979) и кинофильм «Доктор Стрэндж» (1978). «Капитан Америка» и «Капитан Америка 2» стали последними работами, созданными посредством этого партнёрства; планы по созданию телесериала «Капитан Америка» на основе этих фильмов были отменены из-за низких рейтингов.

### «Капитан Америка» (1990)
В 1984 году продюсеры Менахем Голан и Йорам Глобус из The Cannon Group приобрели права на экранизацию Капитана Америки на больших экранах и в том же году объявили о разработке фильма с Майклом Уиннером в качестве режиссёра. Однако производство остановилось из-за финансовых проблем The Cannon Group. Голан покинул компанию в 1989 году и передал права на персонажа компании 21st Century Film Corporation. В 1990 году в свет вышел фильм «Капитан Америка», режиссёром которого выступил Альберт Пьюн. По сюжету Стив Роджерс (Мэтт Селинджер) противостоит Красному Черепу (Скотт Паулин) во время Второй мировой войны, замораживается во льдах и спустя множество лет выходит из анабиоза и вновь сражается с Красным Черепом. Изначально у фильма планировался широкий кинопрокат, однако в 1990 году он получил лишь небольшую театральную премьеру в Великобритании, а через два года был выпущен в США в качестве direct-to-video.

## «Кинематографическая вселенная Marvel»

### Сольные фильмы

#### «Первый мститель» (2011)
Marvel начала разработку фильма о Капитане Америка в 1997 году, продюсерами были назначены Марк Гордон и Гэри Левинсон, а сценаристами — Ларри Уилсон и Лесли Боэм. Artisan Entertainment были привлечены в качестве финансистов в 2000 году, но производство было остановлено из-за судебного разбирательства между Marvel и соавтором Капитана, Джо Саймоном, по поводу владения авторскими правами на персонажа, которое в итоге было урегулировано в 2003 году. В 2005 году компания Marvel начала самостоятельно разрабатывать фильмы, планируя создать общую вселенную супергеройских фильмов, названную «Кинематографической вселенной Marvel» (КВМ), а уже в следующем году наняла Дэвида Селфа для написания сценария к фильму «Первый мститель» (2011). В 2008 году режиссёром был назначен Джо Джонстон, который позже нанял Кристофера Маркуса и Стивена Макфили для переписывания сценария. Американский актёр Крис Эванс получил роль Стива Роджерса в 2010 году, когда подписал контракт с Marvel Studios на шесть фильмов, из которых три о Капитане и три о Мстителях. Картина повествует о молодом солдате Стиве Роджерсе, который, получив сыворотку суперсолдата, противостоит Красному Черепу (Хьюго Уивинг) во время Второй мировой войны. «Первый мститель» снимался с 2010 по 2011 год и вышел на экраны в июле 2011 года.

#### «Первый мститель: Другая война» (2014)
В середине 2011 года Маркус и Макфили были назначены сценаристами продолжения, а в апреле 2012 года Marvel подтвердила, что сиквел находится в стадии производства. На пост режиссёров рассматривались братья Энтони и Джозеф Руссо, Джордж Нолфи и Феликс Г. Грей, и в итоге в июне 2012 года братья Руссо подписали контракт на режиссуру фильма. Сюжет картины в значительной степени основан на сюжетной линии Зимнего солдата комикса Captain America # 5 написанной Эдом Брубейкером. В ней Стив Роджерс раскрывает заговор, в который был вовлечён его бывший напарник Баки Барнс, который стал убийцей с промытыми мозгами, известным как «Зимний солдат». Съёмки проходили в 2013 и 2014 годах, а премьера состоялась в марте 2014 года. На 87-й церемонии вручения премии «Оскар» фильм был номинирован в категории «Лучшие визуальные эффекты».

#### «Первый мститель: Противостояние» (2016)
Маркус и Макфили начали писать сценарий третьего фильма в конце 2013 года, а в марте 2014 года братья Руссо и Крис Эванс официально подтвердили своё участие в проекте. Через семь месяцев было объявлено, что Роберт Дауни-младший исполнит в картине роль Тони Старка / Железного человека, которую он ранее играл в кинокомиксе «Железный человек» (2008). Заявив об участии Дауни, Marvel подтвердили, что фильм будет адаптировать серию комиксов «Гражданская война» Марка Миллара и Стива Макнивена, в которой Капитан Америка и Железный человек выступают друг против друга в вопросе регулирования действий супергероев со стороны правительства. Съёмочный процесс «Противостояния» проходил в 2015 году, а сам фильм вышел в прокат в апреле 2016 года. В итоге, «Противостояние» стало самой кассовой картиной 2016 года, собрав по всему миру более 1,1 млрд долларов США.

#### «Капитан Америка: Новый мир» (2025)
«Первый мститель: Противостояние» стал последним фильмом о Капитане Америка с Крисом Эвансом в главной роли и завершила трилогию о Капитане с участием этого актёра. В 2021 году на стриминговом сервисе Disney+ был выпущен мини-сериал «Сокол и Зимний солдат», в котором Сэм Уилсон / Сокол (Энтони Маки) принимает щит и должность Капитана Америки вместо Стива Роджерса, ушедшего на покой после событий фильма «Мстители: Финал» (2019). В апреле 2021 года было подтверждено, что Малкольм Спеллман и Далан Муссон, сценаристы «Сокола и Зимнего солдата», напишут сценарий к четвёртой части. Режиссёром выступил Джулиус Она, а сам фильм был анонсирован в 2022 году под названием «Капитан Америка: Новый мировой порядок», однако в июне 2023 года фильм сменил подзаголовок на «Новый мир». Съёмки проходили с марта по июнь 2023 года. Премьера кинокомикса состоялась 14 февраля 2025 года.

### Кроссоверы

#### «Мстители» (2012)
В 2003 году компания Marvel решила создать фильм о команде супергероев «Мстители», который был задуман как кроссовер с участием персонажей, которые должны были появиться в отдельных фильмах. Подбор актёрского состава для фильма «Мстители» начался в 2008 году, а съёмки стартовали в 2011 году. Эванс тогда заявил, что в этом фильме Стив Роджерс гораздо мрачнее, что объясняется попытками героя «вписаться в современный мир», а также шоком, вызванным осознанием того, что это уже «абсолютно другое время» и все, кого он знал, уже давно мертвы. По сюжету директор тайной организации «Щ.И.Т.» Ник Фьюри собирает лучших героев Земли (в том числе и Роджерса), чтобы остановить вторжение асгардского бога-изгнанника Локи. После премьеры стало известно, что Эванс заработал 2-3 миллиона долларов за участие в фильме.

#### «Мстители: Эра Альтрона» (2015)
Крис Эванс повторяет роль Капитана во второй части о Мстителях — «Мстители: Эра Альтрона» (2015). По словам Эванса, после падения организации «Щ.И.Т.» в «Другой войне», Роджерс перестал зависеть от своих товарищей по команде и пытается понять, где его место в жизни не только как солдата и Капитана, но и как человека. Эванс также заявил, что тренировался каждый день по часу, чтобы сохранить свою физическую форму для роли. В мае 2012 года, после успешной премьеры «Мстителей» генеральный директор компании Walt Disney Company, Роберт Айгер, объявил, что сиквел находится в разработке. Режиссёром и сценаристом картины выступил Джосс Уидон. На мероприятии Comic-Con в Сан-Диего в 2013 году Уидон объявил, что фильм будет иметь подзаголовок «Эра Альтрона». По сюжету, Тони Старк создаёт защитную программу «Альтрон», которая обретает разум и решает уничтожить человечество. Это событие заставляет Мстителей вновь собраться, чтобы уничтожить Альтрона и спасти планету Земля.

#### «Мстители: Война бесконечности» (2018) и «Мстители: Финал» (2019)
Эванс вернулся к роли Капитана в фильмах «Мстители: Война бесконечности» (2018) и «Мстители: Финал» (2019). Братья Руссо выступили режиссёрами обоих фильмов, а дуэт Маркуса и Макфили — сценаристами, сменив на этом посту Джосса Уидона. Изначально планировалась, что «Война бесконечности» будет состоять из двух частей, однако потом вторая часть получила подзаголовок «Финал», оба фильма снимались параллельно в 2017 году. «Финал» был седьмым фильмом с участием Эванса, из-за чего ему пришлось перезаключать контракт со студией, поскольку первоначальный контракт был заключён только на шесть фильмов. В обоих фильмах, с разобщённой командой Мстителей вступает в бой межгалактический титан Танос, пытающийся уничтожить половину живых существ во Вселенной с помощью Камней Бесконечности. В «Войне бесконечности» Роджерс получает наручные щиты из вибраниума вместо старого круглого щита и изначально должен был появиться под конец фильма, чтобы спасти Вижна в Ваканде от Корвуса Глэйва, но в итоге от этой идеи отказались. В «Финале» Старк возвращает Роджерсу его щит, при этом Макфили заявил, что в картине Роджерс должен был погибнуть. Однако позже Стивен решил использовать ход, в котором Роджерс просто передаёт свой щит и должность другому.

### Эпизодические появления (камео)
Капитан Америка в исполнении Криса Эванса также появлялся в эпизодических ролях картин «Тор 2: Царство тьмы» (2013), «Человек-паук: Возвращение домой» (2017), а также сценах после титров фильмов «Человек-муравей» (2015) и «Капитан Марвел» (2019).

## Анимационные фильмы
Капитан Америка появлялся в следующих анимационных фильмах:
- 2006 — «Ultimate Avengers[англ.]» (озвучен Джастином Гроссом[англ.])[75];
- 2006 — «Ultimate Avengers 2: Rise of the Panther[англ.]» (озвучен Джастином Гроссом)[75];
- 2008 — «Next Avengers: Heroes of Tomorrow[англ.]» (не озвучен)[76];
- 2014 — «Iron Man and Captain America: Heroes United[англ.]» (озвучен Роджером Крейгом Смитом)[77];
- 2015 — «Marvel Super Hero Adventures: Frost Fight!» (озвучен Мэттью Мерсером)[78];
- 2018 — «Lego Marvel Super Heroes - Black Panther: Trouble in Wakanda[англ.]» (озвучен Роджером Крейгом Смитом)[77];
- 2018 — «Восход Marvel: Тайные воины» (озвучен Роджером Крейгом Смитом)[77];
- 2023 — «Lego Marvel Avengers: Code Red[англ.]» (озвучен Роджером Крейгом Смитом)[77].

## Актёры и персонажи
| Персонаж        | Капитан Америка                      | Фильмы «Си-би-эс»                 | Фильмы «Си-би-эс»                 | Капитан Америка                        | «Кинематографическая вселенная Marvel» | «Кинематографическая вселенная Marvel» | «Кинематографическая вселенная Marvel» | «Кинематографическая вселенная Marvel» |
| Персонаж        | Капитан Америка                      | Капитан Америка                   | Капитан Америка 2                 | Капитан Америка                        | Первый мститель                        | Первый мститель: Другая война          | Первый мститель: Противостояние        | Капитан Америка: Новый мир             |
| --------------- | ------------------------------------ | --------------------------------- | --------------------------------- | -------------------------------------- | -------------------------------------- | -------------------------------------- | -------------------------------------- | -------------------------------------- |
| Персонаж        | 1944                                 | 1979                              | 1979                              | 1990                                   | 2011                                   | 2014                                   | 2016                                   | 2025                                   |
| Капитан Америка | Дик Перселл (в роли Гранта Гарднера) | Рэб Браун (в роли Стива Роджерса) | Рэб Браун (в роли Стива Роджерса) | Мэтт Селинджер (в роли Стива Роджерса) | Крис Эванс (в роли Стива Роджерса)     | Крис Эванс (в роли Стива Роджерса)     | Крис Эванс (в роли Стива Роджерса)     | Энтони Маки (в роли Сэма Уилсона)      |
| Красный Череп   |                                      |                                   |                                   | Скотт Паулин                           | Хьюго Уивинг                           |                                        |                                        |                                        |
| Шэрон Картер    |                                      |                                   |                                   | Ким Гиллингем                          |                                        | Эмили Ванкэмп                          | Эмили Ванкэмп                          |                                        |
| Баки Барнс      |                                      |                                   |                                   |                                        | Себастиан Стэн                         | Себастиан Стэн                         | Себастиан Стэн                         | Себастиан Стэн                         |
| Пегги Картер    |                                      |                                   |                                   |                                        | Хейли Этвелл                           | Хейли Этвелл                           |                                        |                                        |
| Ник Фьюри       |                                      |                                   |                                   |                                        | Сэмюэл Л. Джексон                      | Сэмюэл Л. Джексон                      |                                        |                                        |
| Арним Зола      |                                      |                                   |                                   |                                        | Тоби Джонс                             | Тоби Джонс                             |                                        |                                        |
| Сокол           |                                      |                                   |                                   |                                        |                                        | Энтони Маки (в роли Сэма Уилсона)      | Энтони Маки (в роли Сэма Уилсона)      | Дэнни Рамирес (в роли Хоакина Торреса) |
| Чёрная вдова    |                                      |                                   |                                   |                                        |                                        | Скарлетт Йоханссон                     | Скарлетт Йоханссон                     |                                        |
| Кроссбоунс      |                                      |                                   |                                   |                                        |                                        | Фрэнк Грилло                           | Фрэнк Грилло                           |                                        |
| Алая Ведьма     |                                      |                                   |                                   |                                        |                                        | Элизабет Олсен                         | Элизабет Олсен                         |                                        |
| Генерал Росс    |                                      |                                   |                                   |                                        |                                        |                                        | Уильям Хёрт                            | Харрисон Форд                          |

## Создатели
| Должность                   | Капитан Америка                                                                                        | Фильмы «Си-би-эс»       | Фильмы «Си-би-эс»       | Капитан Америка         | «Кинематографическая вселенная Marvel»                                        | «Кинематографическая вселенная Marvel»                         | «Кинематографическая вселенная Marvel»                                     | «Кинематографическая вселенная Marvel»      |
| Должность                   | Капитан Америка                                                                                        | Капитан Америка         | Капитан Америка 2       | Капитан Америка         | Первый мститель                                                               | Первый мститель: Другая война                                  | Первый мститель: Противостояние                                            | Капитан Америка: Новый мир                  |
| --------------------------- | --- | ----------------------- | ----------------------- | ----------------------- | ----------------------------------------------------------------------------- | -------------------------------------------------------------- | -------------------------------------------------------------------------- | ------------------------------------------- |
| Должность                   | 1944                                                                                                   | 1979                    | 1979                    | 1990                    | 2011                                                                          | 2014                                                           | 2016                                                                       | 2025                                        |
| Режиссёр(-ы)                | Элмер Клифтон Джон Инглиш                                                                              | Род Холкомб             | Иван Наги               | Альберт Пьюн            | Джо Джонстон                                                                  | Энтони Руссо Джо Руссо                                         | Энтони Руссо Джо Руссо                                                     | Джулиус Она                                 |
| Продюсер(-ы)                | Уильям Дж. О’Салливан                                                                                  | Мартин Голдштейн        | Мартин Голдштейн        | Менахем Голан           | Кевин Файги                                                                   | Кевин Файги                                                    | Кевин Файги                                                                | Кевин Файги Нейт Мур                        |
| Исполнительный продюсер(-ы) | Герберт Дж. Йейтс                                                                                      | Аллан Балтер            | Аллан Балтер            | Стэн Ли Джозеф Каламари | Алан Файн Дэвид Майзель Джо Джонстон Луис Д’Эспозито Найджел Гостелоу Стэн Ли | Алан Файн Луис Д’Эспозито Майкл Грилло Стэн Ли Виктория Алонсо | Алан Файн Луис Д’Эспозито Нейт Мур Патриция Уитчер Стэн Ли Виктория Алонсо | Луис Д’Эспозито Чарльз Ньюирт Энтони Маки   |
| Сценарист(-ы)               | Ройал К. Коул Рональд Дэвидсон Бэзил Дики Джесси Даффи Гарри Л. Фрейзер Грант Нельсон Джозеф Ф. Поланд | Дон Ингаллс             | Уилтон Шиллер           | Стивен Толкин           | Кристофер Маркус Стивен Макфили                                               | Кристофер Маркус Стивен Макфили                                | Кристофер Маркус Стивен Макфили                                            | Малкольм Спеллман Далан Муссон Мэттью Ортон |
| Композитор(-ы)              | Морт Гликман                                                                                           | Пит Карпентер Майк Пост | Пит Карпентер Майк Пост | Барри Голдберг          | Алан Сильвестри                                                               | Генри Джекман                                                  | Генри Джекман                                                              | Лора Карпман                                |
| Монтажёр(-ы)                | Уоллес Грисселл Эрл Тёрнер                                                                             | Майкл С. Мёрфи          | Майкл С. Мёрфи          | Йон Полл                | Джеффри Форд Роберт Далва                                                     | Джеффри Форд Мэттью Шмидт                                      | Джеффри Форд Мэттью Шмидт                                                  | Мэттью Шмидт Мэделин Гэвин                  |

## Восприятие

### Кассовые сборы
| Фильм                             | Дата премьеры в США | Производственный бюджет, $ | Кассовые сборы, $ | Кассовые сборы, $ | Кассовые сборы, $ | Прим.  |
| Фильм                             | Дата премьеры в США | Производственный бюджет, $ | Северная Америка  | Международные     | По всему миру     | Прим.  |
| --------------------------------- | ------------------- | -------------------------- | ----------------- | ----------------- | ----------------- | ------ |
| «Первый мститель»                 | 22 июля 2011        | 140 млн                    | 176 654 505       | 193 915 269       | 370 569 774       | [ 82 ] |
| «Первый мститель: Другая война»   | 26 марта 2014       | 170 млн                    | 259 766 572       | 454 654 931       | 714 421 503       | [ 83 ] |
| «Первый мститель: Противостояние» | 27 апреля 2016      | 250 млн                    | 408 084 349       | 745 253 147       | 1 153 337 496     | [ 84 ] |
| «Капитан Америка: Новый мир»      | 14 февраля 2025     | 180 млн                    | 200 045 644       | 214 276 189       | 414 321 833       | [ 85 ] |
| Итого                             | Итого               | 740 млн                    | 1 044 551 070     | 1 608 099 536     | 2 652 650 606     |        |
| Всего получено                    | Всего получено      | Всего получено             | 5 305 301 212     | 5 305 301 212     | 5 305 301 212     |        |

### Отзывы критиков и зрителей
| Фильм                             | Критики            | Критики             | Зрители     |
| Фильм                             | Rotten Tomatoes    | Metacritic          | CinemaScore |
| --------------------------------- | ------------------ | ------------------- | ----------- |
| «Капитан Америка»                 | 12 % (17 отзывов)  | н/д                 | н/д         |
| «Первый мститель»                 | 80 % (276 отзывов) | 66/100 (43 отзыва)  | «A−»        |
| «Первый мститель: Другая война»   | 90 % (311 отзывов) | 70/100 (48 отзывов) | «A»         |
| «Первый мститель: Противостояние» | 90 % (432 отзыва)  | 75/100 (53 отзыва)  | «A»         |
| «Капитан Америка: Новый мир»      | 48 % (335 отзывов) | 42/100 (56 отзывов) | «B−»        |